# Avenue Vaudoyer
L’Avenue Vaudoyer est une voie située dans le 2e arrondissement de Marseille

## Situation et accès
Située à l’extrémité nord-ouest du Vieux-Port, elle prolonge le quai du Port qui y constitue la rive gauche jusqu’à la place de la Major.
Elle se situe au pied de l’Esplanade de la Tourette et du Fort Saint-Jean longés par l’avenue par l’ouest et par l’est respectivement. Ces deux derniers sont reliés depuis 2013, date d’ouverture du musée des civilisations de l'Europe et de la Méditerranée, par une passerelle piétonne surplombant l’avenue. Elle débute en prolongeant l’axe du quai du Port au niveau de la consigne sanitaire de Marseille, longe la butte de l’esplanade de la Tourette sur toute sa longueur, passe devant le mémorial des déportations, qui servait de blockhaus du fort durant la Seconde Guerre mondiale, passe derrière le musée Regards de Provence au niveau de l’esplanade du J4 et se termine sur l’esplanade de la Major.
Elle passe entre les deux chaussées du tunnel du Vieux-Port et sert pour les automobilistes de collectrice pour ses deux sorties en surface. L’une d’entre elles, qui fut par le passé un raccourci permettant d’éviter le rond-point depuis le quai de la Tourette et qui est réutilisée depuis 2011 à la suite de l’ouverture du tunnel de la Joliette comme sortie, longe les deux chaussées de l’avenue entre ce même rond-point et le Vieux-Port.

## Origine du nom
Cette rue doit son nom à Léon Vaudoyer, architecte de la Cathédrale Sainte-Marie-Majeure de Marseille située à son extrémité nord.

## Historique
Auparavant, l’avenue Vaudoyer fut bordée par l’ancien canal Saint-Jean entre le quai du Port et le quai de la Tourette, comblé en 1938 pour laisser la place à l’avenue nouvellement élargie .
Elle est classée dans la voirie de Marseille le 28 avril 1855.